# Мюре-э-Крут
Мюре́-э-Крут (фр. Muret-et-Crouttes) — коммуна во Франции, находится в регионе Пикардия. Департамент коммуны — Эна. Входит в состав кантона Виллер-Котре. Округ коммуны — Суасон.
Код INSEE коммуны — 02533.

## Население
Население коммуны на 2010 год составляло 139 человек.
| 1962 | 1968 | 1975 | 1982 | 1990 | 1999 | 2010 |
| ---- | ---- | ---- | ---- | ---- | ---- | ---- |
| 144  | 139  | 93   | 80   | 88   | 100  | 139  |

## Экономика
В 2010 году среди 81 человека трудоспособного возраста (15—64 лет) 60 были экономически активными, 21 — неактивными (показатель активности — 74,1 %, в 1999 году было 77,2 %). Из 60 активных жителей работали 57 человек (28 мужчин и 29 женщин), безработных было 3 (1 мужчина и 2 женщины). Среди 21 неактивных 7 человек были учениками или студентами, 8 — пенсионерами, 6 были неактивными по другим причинам.